# Američki dolar
Dolar je sredstvo plaćanja, obračuna i razmjene u SAD-u. Odmah poslije rata za nezavisnost 1785. godine, prvi ministar financija nove vlade, Alexander Hamilton, je kao sredstvo plaćanja, obračuna i razmjene predložio dolar. 
Kao prva sredstva plaćanja kod kolonista «novog svijeta» su bila riža, duhan, žito, indigo i wampum, indijanski "novac", nanizane probušene školjke, ali također i engleski, francuski i španjolski zlatnici i srebrnjaci. 
Španjolski je kovani srebrnjak godinama služio kao «neslužbena» valuta američkih kolonija. Međutim, njegova razmjena je bila vrlo nepraktična. Naime da bi se mogao razmijeniti, morao je, doslovno, biti razbijen na osam komadića.
1690. godine, Massauchussetts Bay Colony je bila prva kolonija koja je izdala papirnati novac. U vrijeme rata za nezavisnost, kako bi uspio financirati vojsku na čelu s generalom George Washingtonom, Kontinentalni Kongres 1775. godine odobrava neograničeno izdavanje papirnih novčanica, poznatih kao «Continentals».  Budući da su bile bez pokrića ubrzo su postale bezvrijedne. Otada u Americi postoji čak i jedan izraz na engleskom «Not worth a Continental» (Nije vrijedan ni kontinentalca.) 
Po potpisivanju Deklaracije o nezavisnosti, riječi «Sjedinjene Države» po prvi put su se pojavile na papirnom novcu, ali zbog propasti «Continentals», ljudi su bili sumnjičavi prema tom novcu. Zbog toga je Kontinentalni Kongres, kako bi pridobio dodatnu podršku za rat, 1781. godine osnovao u Philadelphiji Bank of North America, prvu komercijalnu banku, a četiri godine kasnije je uveo dolar kao nacionalnu valutu koja je zamijenila one iz pojedinačnih kolonija. Dolar je bio kovan od srebra. 
Poslije 181 godine kovanja, «silver dollar» je 1873. godine prestao biti standardnom vrijednosti. Otkrića zlata na Aljaski, dovela su do povećanja zlatnih rezervi. Amerika je, službeno, 1900. godine, uvela kao standard «zlatne rezerve».
1913. godine utemeljena je federalna struktura zvana Federal Reserve System, kao i Središnja banka koja otada stavlja u optjecaj i papirnati i kovani novac u SAD-u.
Dolar kakav mi danas poznajemo, izdaje se u denominacijama do 100 dolara. Sve veće vrijednosti su 1969. godine ukinute. Veličina dolara je promijenjena i smanjena 1929. godine, kada je i odlučeno da će sve novčanice do 100 dolara na licu nositi portret, a na naličju zgradu ili spomenik. 1955. godine na novčanice su dodane riječi «In God We Trust» (u Boga se uzdamo). Američki dolar se sastoji od 100 centi.
| Denominacija ($)  | Lik                |  |
| 1                 | George Washington  |  |
| 2                 | Thomas Jefferson   |  |
| 5                 | Abraham Lincoln    |  |
| 10                | Alexander Hamilton |  |
| 20                | Andrew Jackson     |  |
| 50                | Ulysses S. Grant   |  |
| 100               | Benjamin Franklin  |  |
| 500 †             | William McKinley   |  |
| 1000 †            | Grover Cleveland   |  |
| 5,000 †           | James Madison      |  |
| 10,000 †          | Salmon P. Chase    |  |
| 100,000 †         | Woodrow Wilson     |  |
| † Nisu u opticaju |                    |  |

| Yahoo! Finance: | AUD CAD CHF EUR GBP HKD JPY |
| XE.com:         | AUD CAD CHF EUR GBP HKD JPY |

## Vanjske poveznice
|  | Zajednički poslužitelj ima stranicu o temi United States dollar |
|  | Zajednički poslužitelj ima još gradiva o temi Novac SAD-a       |

- Heiko Otto (ur.). Američki dolar (novčanice) (engleski i njemački). Pristupljeno 4. svibnja 2018. (engl.) (njem.)